# Розенбах (Герліц)
Розенбах (нім. Rosenbach) — громада в Німеччині, розташована в землі Саксонія. Входить до складу району Герліц. Складова частина об'єднання громад Лебау.
Площа — 23,50 км2. Населення становить 1573 ос. (станом на 31 грудня 2020).